# 斯科茨 (加利福尼亞州)
斯科茨（英語：Scotts）是位於美國加利福尼亞州拉森縣的一個非建制地區。該地的面積和人口皆未知。

## 地理
斯科茨的座標為39°50′47″N 120°05′33″W / 39.84639°N 120.09250°W，而該地的平均海拔高度為1466米（即4810英尺）。